# اسنایدر-انفیلد
اسنایدر-انفیلد (انگلیسی: Snider–Enfield)؛ تفنگ گلوله‌زنی سلاح ته‌پر بریتانیایی بود. مخترع آمریکایی، جیکوب اسنایدر، این سلاح گرم را ایجاد کرد و اسنایدر-انفیلد یکی از پرکاربردترین انواع اسنایدر بود. نیروی زمینی بریتانیا آن را در سال ۱۸۶۶ به عنوان یک سیستم تبدیل برای تفنگ‌های همه جا حاضر الگوی ۱۸۵۳ انفیلد پذیرفت و تا سال ۱۸۸۰ از آن استفاده کرد تا زمانی که تفنگ مارتینی–هنری جایگزین آن شد. ارتش ارتش هند بریتانیا تا پایان قرن نوزدهم از'اسنایدر-انفیلد استفاده می‌کرد.